# Zouleïkha

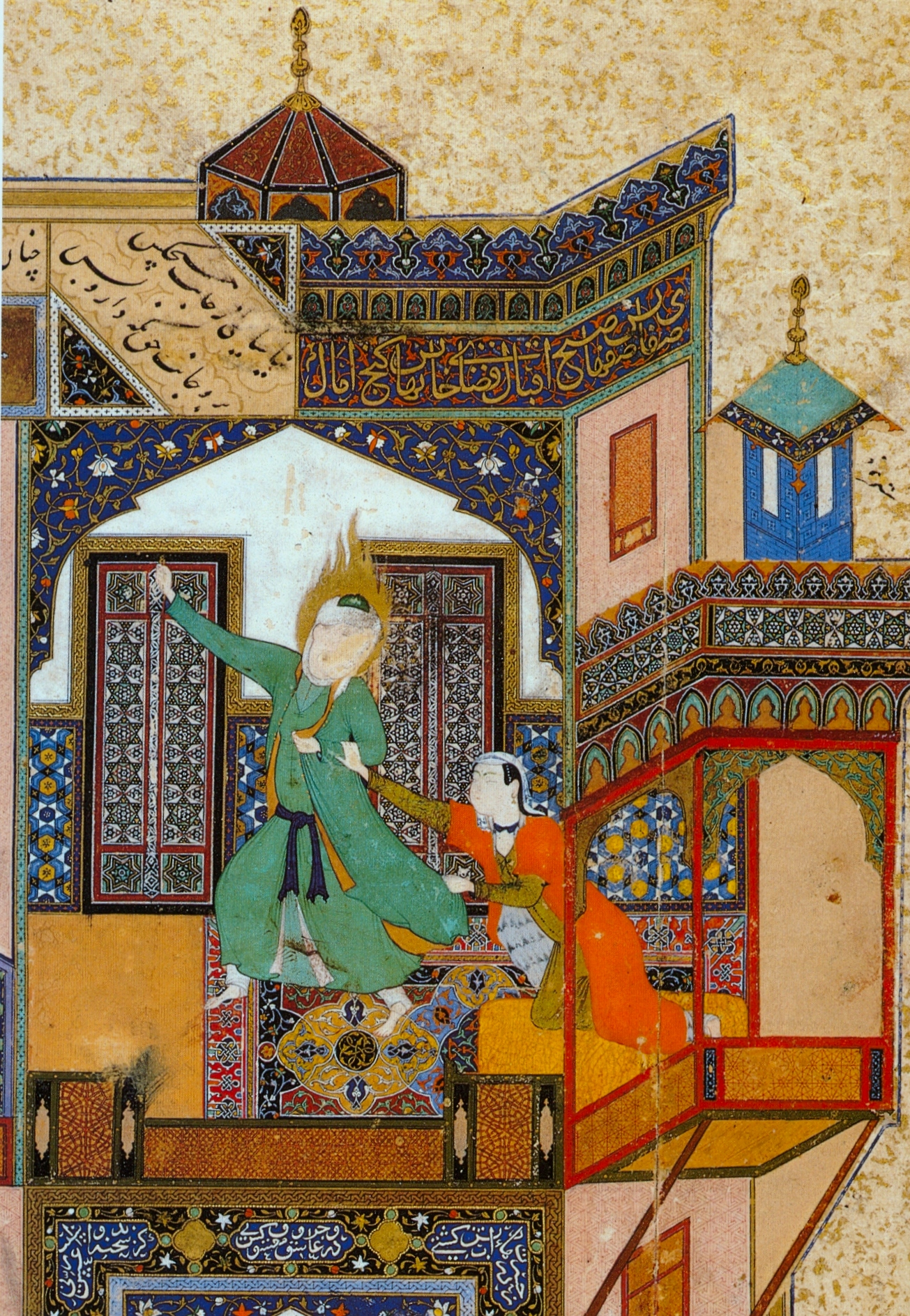
Zouleïkha agrippe le manteau de Yusuf, détail d'une miniature de Behzad, 1488.

Zouleïkha est la femme de Potiphar. Elle tente de séduire Joseph, fils de Jacob, que son mari avait acheté comme esclave, puis elle l'accuse de tentative de viol.
Dans la tradition musulmane, Zouleïkha est la femme d'al-Aziz (qui signifie « le puissant » ou « l'excellence » en arabe), le Potiphar biblique. L'épisode est relaté dans la sourate 12, Yusuf, versets 23 à 34.
Dans la Bible hébraïque, le nom de la femme de Potiphar n'est pas cité.
Dans la tradition juive, un midrash médiéval intitulé le Sefer haYashar (midrash) reprend des récits traditionnels qui lui attribuent le nom de Zouleïkha.

## Dans l'art
Joseph et la femme de Putiphar est un sujet souvent traité par les artistes.

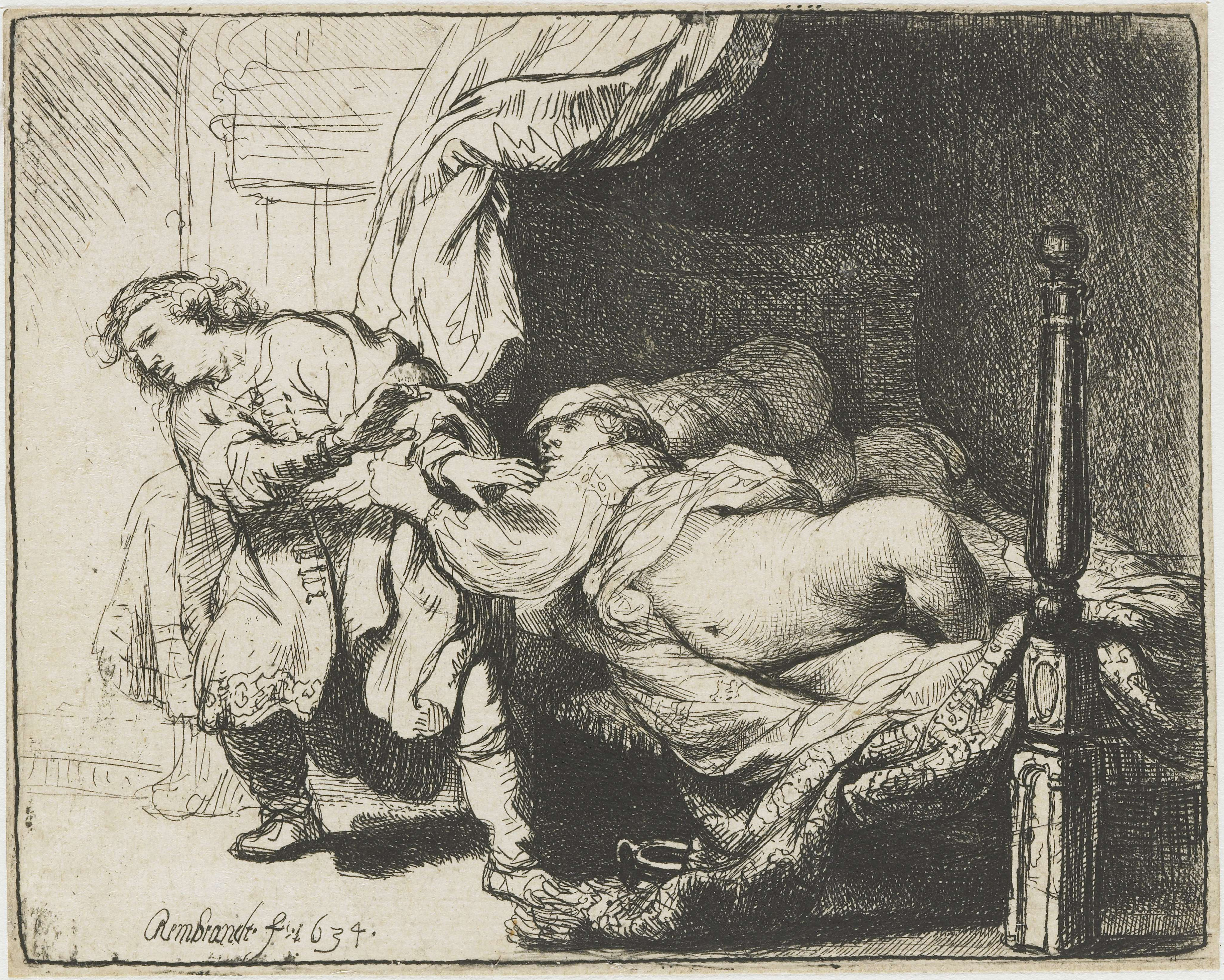
Joseph et la femme de Putiphar de Rembrandt
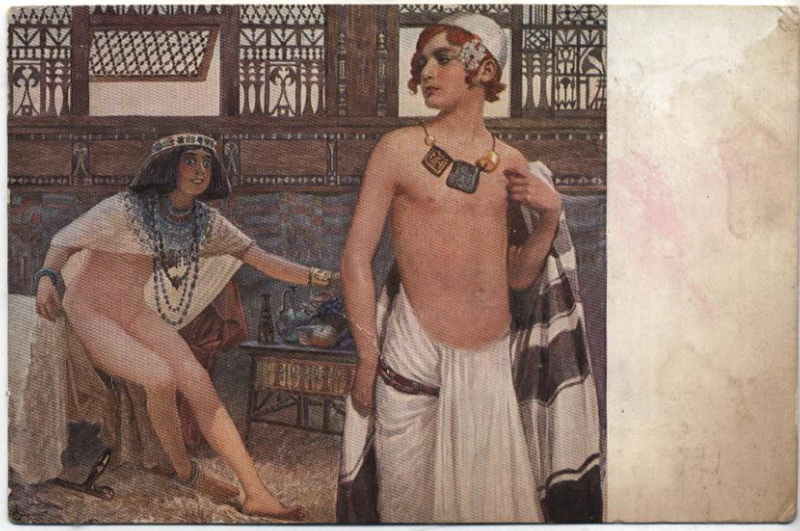
Joseph et la femme de Putiphar, de Sergueï Solomko
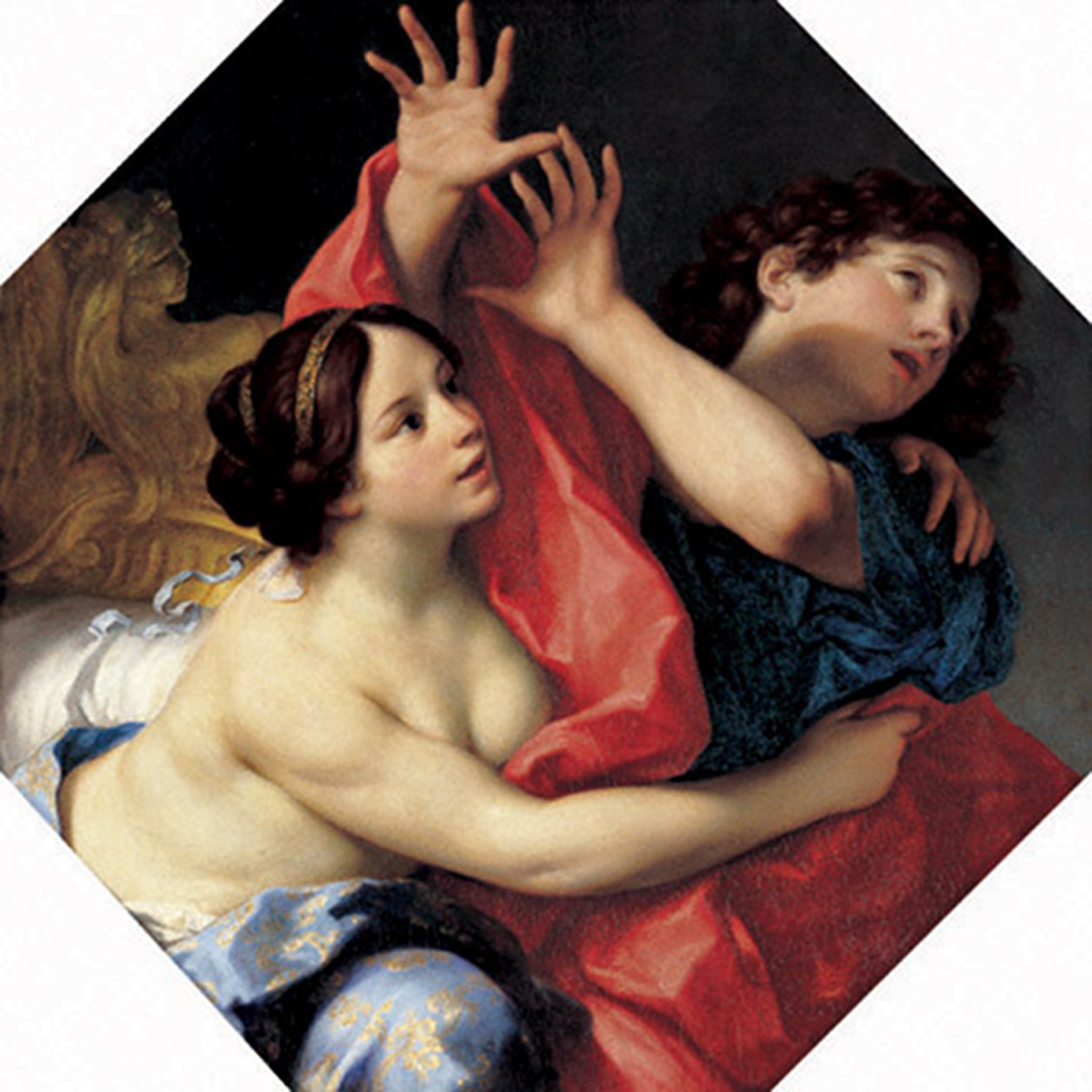
Joseph et la femme de Putiphar, de Carlo Cignani
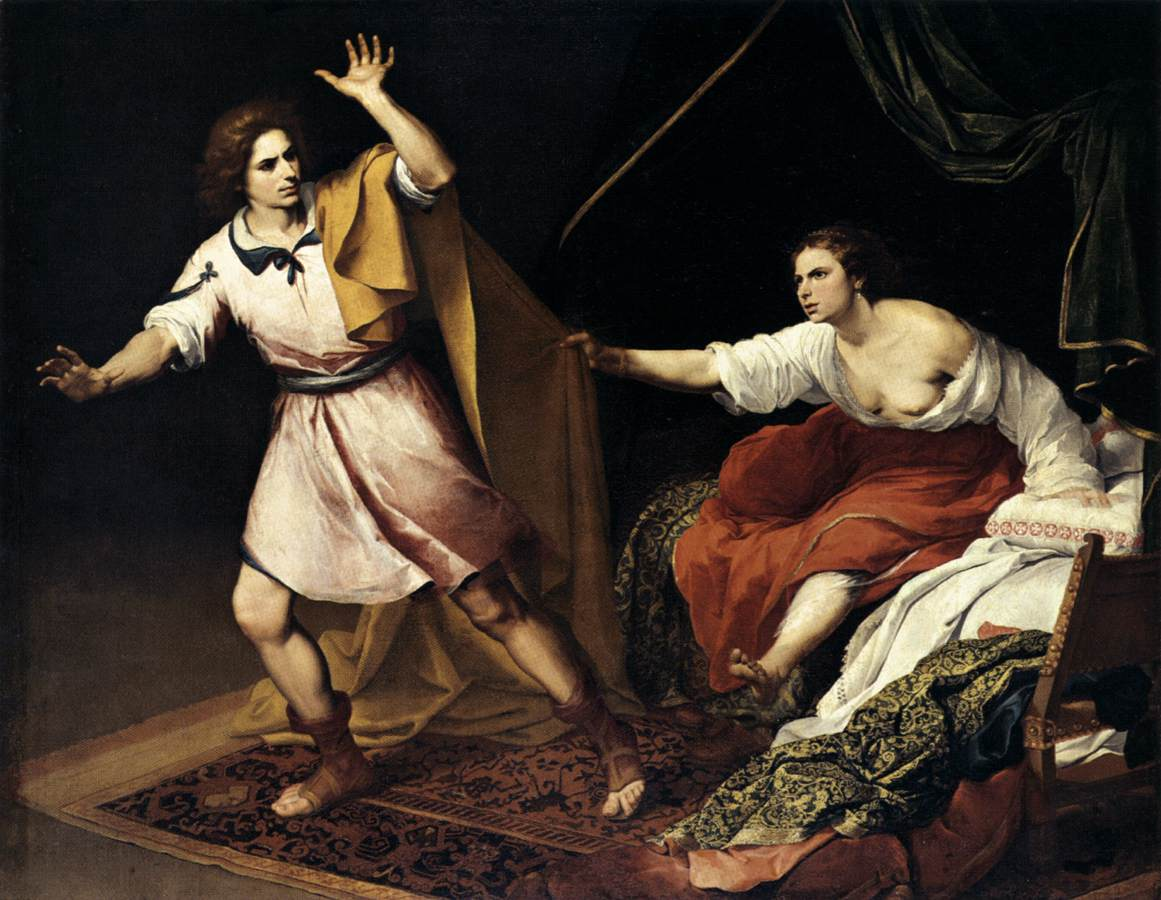
Joseph et la femme de Putiphar, de Bartolome Esteban Murillo
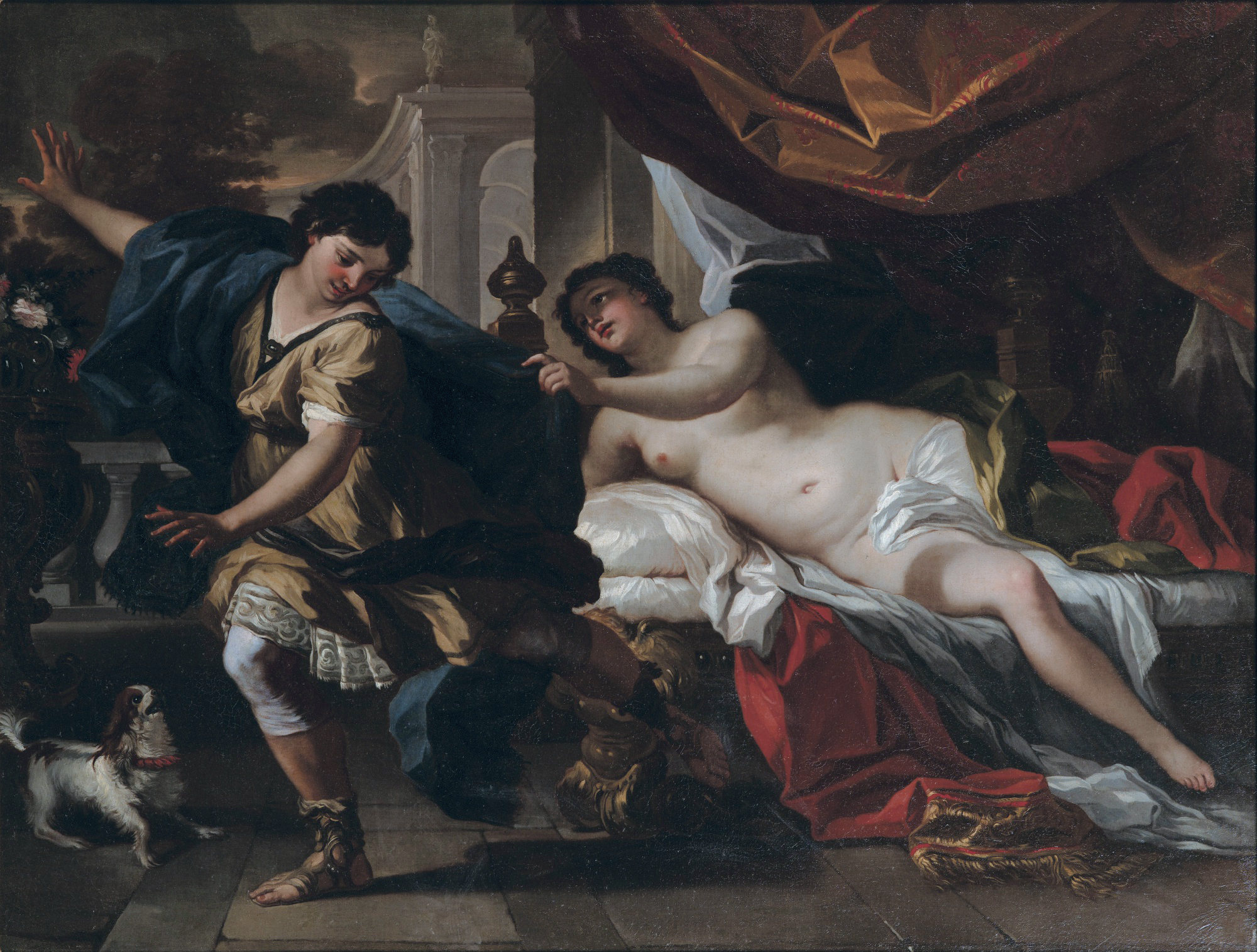
Joseph et la femme de Putiphar, de Francesco Solimena
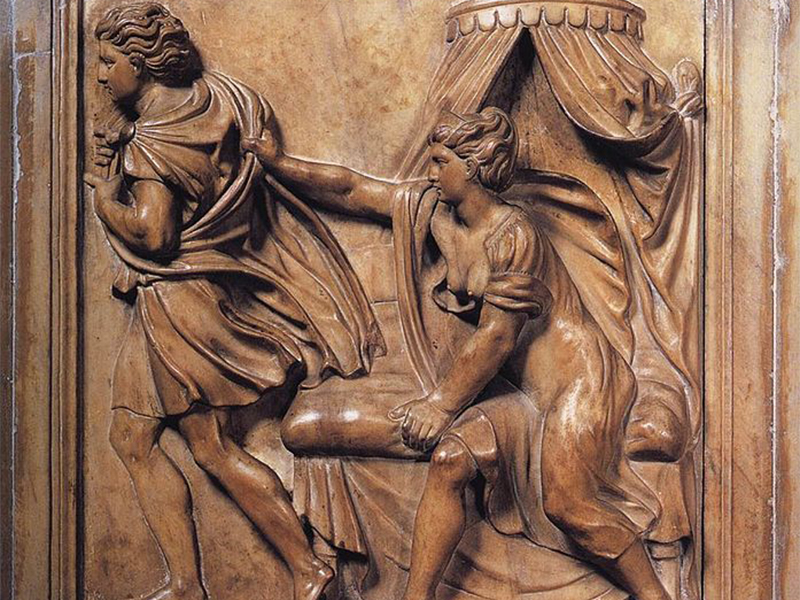
Properzia de' Rossi, vers 1525.
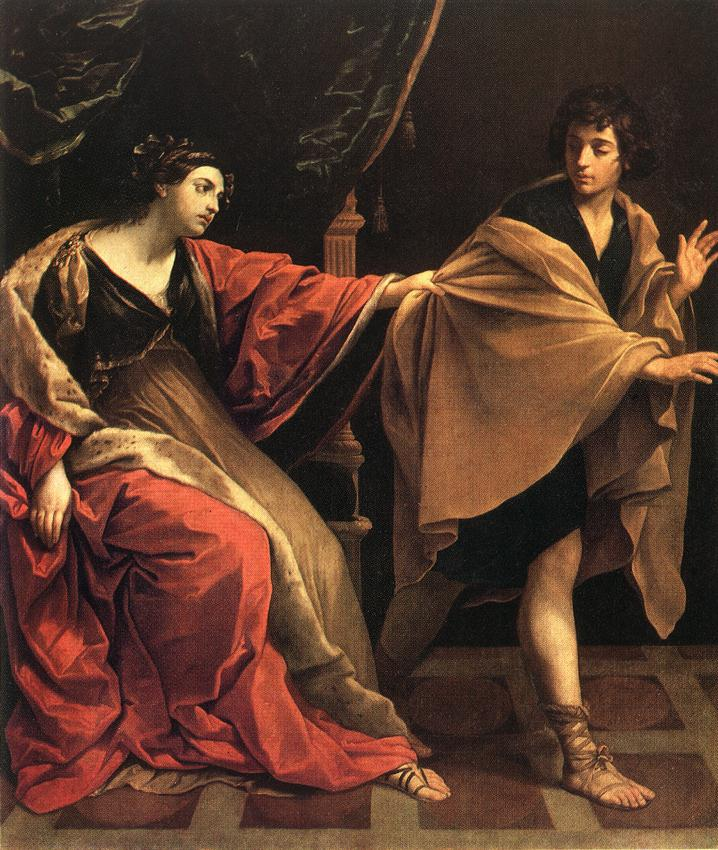
Guido Reni, 1631.